# Викарни епископ хвостански
Викарни епископ хвостански је титула коју је носи викарни архијереј у Српској православној цркви. То је почасна титула помоћном епископу патријарха српског.
Ова епископска титула је именована по древној Хвостанској епархији коју је основао Свети Сава још 1220. године. Сједиште епархије је било у манастиру Успења Пресвете Богородице (Мала Студеница), двадесетак километара сјевероисточно од Пећи. Крајем 14. вијека Хвостанска епархија је уздигнута на степен митрополије. Крајем 17. вијека манастир Богородице Хвостанске је запустио. Тада је вјероватно укинута и епархија.
У периоду 1985—1991. ову титулу је имао викарни епископ Никанор (Богуновић), помоћник митрополита црногорско-приморског Данила (Дајковића). Затим, од 1992. до 1993. титулу је имао епископ Јустин (Стефановић). Владика Атанасије (Ракита) носио је од 1999. до 2013. 

## Епископи хвостански
- Варнава Настић (1947—1964)
- Никанор Богуновић (1985—1991)
- Јустин Стефановић (1992—1993)
- Атанасије Ракита (1999—2013)
- Јустин Јеремић (2021—2022)
- Алексеј Богићевић (2022—тренутни)